# Marcel Courrégelongue
Marcel Courrégelongue est un homme politique français né le 25 avril 1849 à Cudos (Gironde) et décédé le 18 septembre 1925 à Bazas (Gironde).

## Biographie
Agriculteur, il est maire de Bazas de 1895 à 1925. Président du conseil d'arrondissement de 1895 à 1898, il entre ensuite au conseil général.
Sénateur de la Gironde de 1904 à 1924, il siège au groupe de la Gauche démocratique et travaille surtout sur les questions agricoles et viticoles.
Il s'est particulièrement impliqué dans la sauvegarde de la race bovine bazadaise dont il créa le registre généalogique en 1896.